# Округ Декаб (Џорџија)
Округ Декаб (енгл. DeKalb County) је округ у америчкој савезној држави Џорџија.

## Демографија
По попису из 2010. године број становника је 691.893, што је 26.028 (3,9%) становника више него 2000. године.
| Група             | 2000.           | 2010.           |
| Белци             | 214.685 (32,2%) | 203.395 (29,4%) |
| Афроамериканци    | 361.111 (54,2%) | 375.725 (54,3%) |
| Азијати           | 26.718 (4,0%)   | 35.426 (5,1%)   |
| Хиспаноамериканци | 52.542 (7,9%)   | 67.824 (9,8%)   |
| Укупно            | 665.865         | 691.893         |